# Klenovice na Hané
Klenovice na Hané är en ort i Tjeckien.   Den ligger i regionen Olomouc, i den östra delen av landet, 220 km öster om huvudstaden Prag. Klenovice na Hané ligger 225 meter över havet och antalet invånare är 824.
Terrängen runt Klenovice na Hané är platt.Runt Klenovice na Hané är det ganska tätbefolkat, med 160 invånare per kvadratkilometer. Närmaste större samhälle är Prostějov, 10,5 km nordväst om Klenovice na Hané. Trakten runt Klenovice na Hané består till största delen av jordbruksmark.